# Gastrotheca bufona
Espèce
Statut de conservation UICN

 VU  : Vulnérable
Gastrotheca bufona est une espèce d'amphibiens de la famille des Hemiphractidae.

## Répartition
Cette espèce est endémique de Colombie. Elle se rencontre dans les départements d'Antioquia et de Caldas entre 1 700 et 2 200 m d'altitude sur les versants Est et Nord de la cordillère Centrale.

## Description
Le mâle holotype mesure 55,3 mm.

## Publication originale
- Cochran & Goin, 1970 : Frogs of Colombia. United States National Museum Bulletin, no 288, p. 1-655. (texte intégral).